# Mellette (Dakota Południowa)
Mellette – miasto w Stanach Zjednoczonych, w stanie Dakota Południowa, w hrabstwie Spink.